# 克拉克冰川 (喬治王島)
62°6′S 58°20′W / 62.100°S 58.333°W
克拉克冰川（Krak Glacier），是南極洲的冰川，位於南設得蘭群島的喬治王島，處於阿德默勒爾蒂灣的馬特爾灣，在1980年由波蘭探險隊命名，現時由南極條約體系管理。